# 新田泉
新田 泉（にった いずみ、1984年3月25日 - ）は、福井県あわら市在住の歌手である。

## 概要
- 2001年よりTV 番組テーマ曲や番組ジングル、ヨサコイチームのオリジナル曲など歌や声に関する仕事をスタートさせ、2004年からユニットのリードボーカルとして本格的な活動を始める。
- ユニット解散後、福井テレビマスコットキャラクターイヤイヤちゃんのテーマ曲やイベントテーマ曲の歌唱、ライヴハウス・イベントでのライブステージ出演、音楽グループに参加するなど、自らの音楽の幅を広げていき、2007年からソロ活動をスタートさせる。東京・大阪・京都・愛知などの県外ライブハウス・イベント出演、地元福井県内での様々なイベント、ライブに出演しながら制作期間約1年を経て完成させた待望の1stアルバム「dear．．．」を2008年11月22日に発売。このアルバムの楽曲からCMソング、全国ネットのスペシャル番組エンディングテーマになるなど6曲がタイアップされ、2010年初めには自身出演TVCMが放送される。
- また、作詞やジャケットデザインなども自身で手掛けている。現在も県内外でのイベント出演、ライブ出演を続けながら、2010年6月9日シングル「if」をリリース。
- 2006年から楽衆玄達のボーカルとしても活動
- FBCラジオのFBCラジオ土曜スペシャルやラジオン倶楽部にゲスト出演した。また「if」が敦賀FM放送のヘビーローテーションに選ばれた。
- 2013年3月10日、自身のブログで引退を発表。

## ディスコグラフィ

### シングル
- 『if』（2010年6月9日発売）

1. if
2. 空
3. if(without vocal)
4. 空(wuthout vocal)

### アルバム
- 『dear...』（2008年11月22日発売）

1. Tears
2. BLOOM
3. Save Point
4. Faraway
5. 境界
6. 愛の花
7. FLY
8. Trap
9. Summer Gate
10. dear...
11. Rainbow

- 『恋心』（2012年1月28日発売）

1. 恋心
2. Wish
3. 逢いたい...
4. CLUMSY LOVE
5. ずっと大切な君へ